# Museu Marmottan Monet

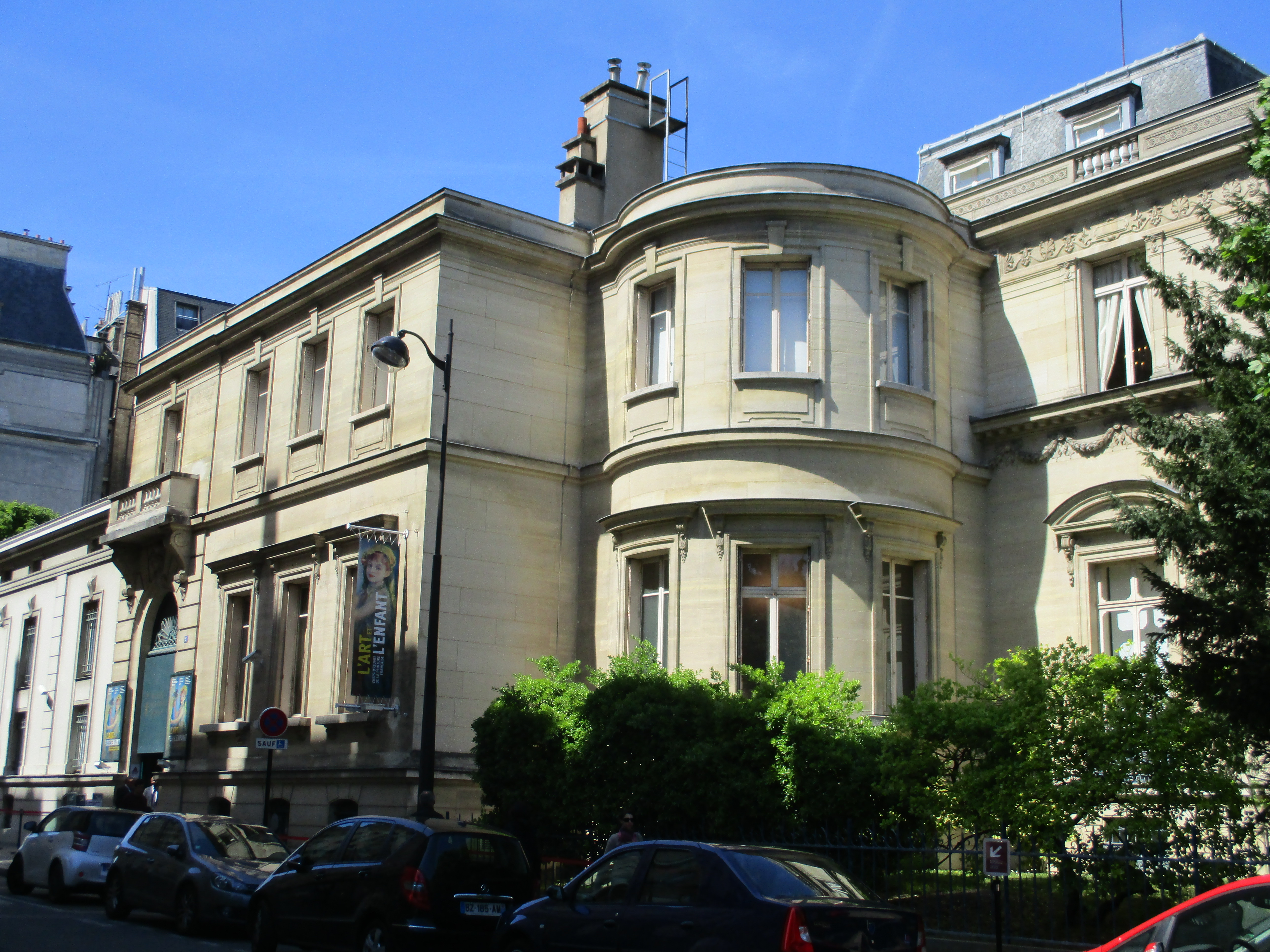
Museu Marmottan Monet

Museu Marmottan Monet, situat al districte 16è de París, entre els jardins de Renelagh i el "bois de Boulogne", a 2 rue Louis Boilly. Inclou una important col·lecció del pintor Claude Monet i d'altres impressionistes com Renoir, Manet i Morisot.

## Història
L'origen de l'edifici del museu és el pavelló de caça de François Christophe Edmon Kellermann (1802-1868), tercer duc de Valmy. El 1883 Paul Marmottan (1856-1932) va heretar l'edifici que havia comprat el seu pare Jules Marmottan (1829-1883) i on hi havia creat un important col·lecció de pintures de primitius alemanys, flamencs i italians. En Paul, historiador d'art i també un gran col·leccionista ho va ampliar amb una serie d'objectes d'art i quadres del Primer Imperi. A la seva mort el 1932, va llegar a l'Acadèmia de Belles Arts tant l'edifici com el conjunt de les col·leccions, que es va convertir en el Museu Marmottan.
El 1957 el museu va rebre la donació de la col·lecció de Victorine Donop de Monchy hereva del seu pare Georges de Bellio, metge de Manet, Monet, Pissarro, Sisley i Renoir i que va ser un dels primers afeccionats a la pintura impressionista.
El 1966, Michel Monet, segòn fill del pintor va llegar a l'acadèmia la col·lecció de quadres del seu pare, la més important col·lecció del món d'obres de Claude Monet. Posteriorment el museu ha incorporat més donacions, com les de Henri Duhem i Mary Sergeant (1987) i les de la Fundació Denis i Annie Rouart (1996) amb obres de Manet, Berthe Morisot, Degas, Renoir i Henri Rouart.

## Col·leccions

### Manuscrits il·luminats
El Museu va rebre l'any 1980 el llegat d'una de les col·leccions més importants del món de manuscrits il·luminats, amb peces des de l'edat mitjana fins al Renaixement, propietat del col·leccionista i crític d'art Georges Wildenstein (1892-1963).

### Col·lecció Paul Marmottan
La part més important d'aquesta col·lecció està consagrada a les arts del Primer Imperi, amb autors com David, Ingres, Gros, Girodet i Canova.

### Claude Monet
Des de 1996 el Museu Marmottan Monet ha esdevingut la col·lecció més important del món d'obres de Monet, amb 94 teles, 29 dibuixos i 8 carnets de dibuixos, on destaca el quadre "Impression, Soleil levant" del 1872 que d'alguna forma representa l'inici del moviment impressionista. També inclou una obra de les Sèries de La Catedral de Rouen.

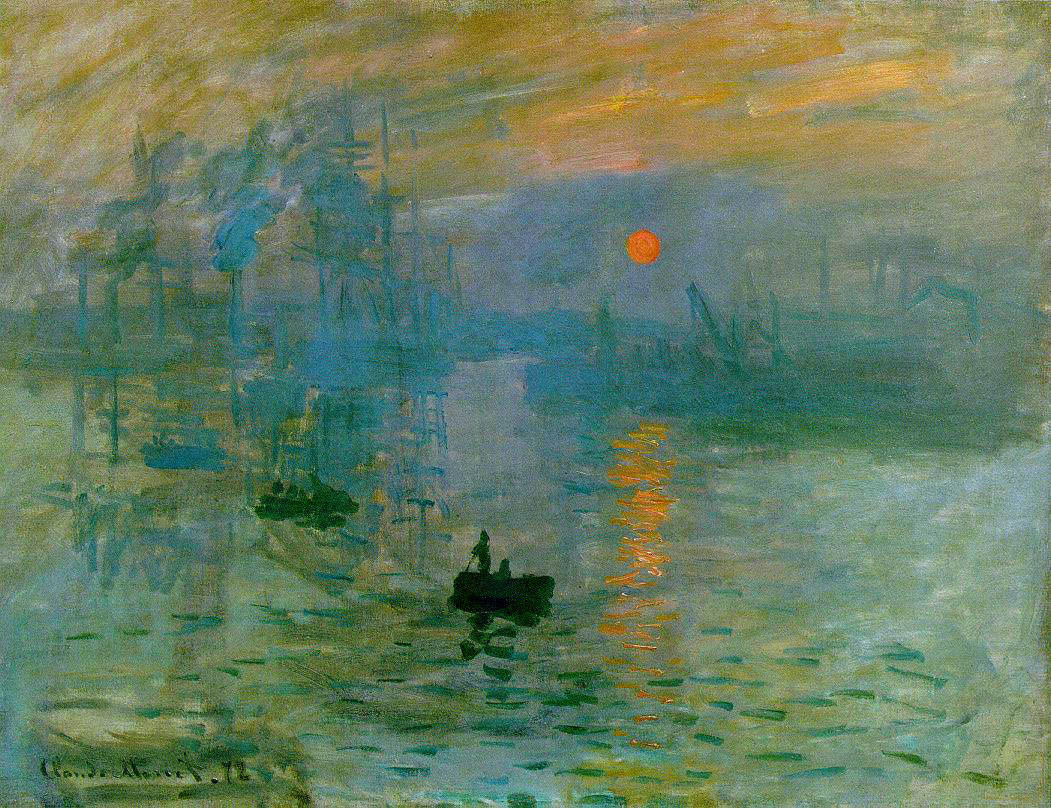
Impression, Soleil Levant
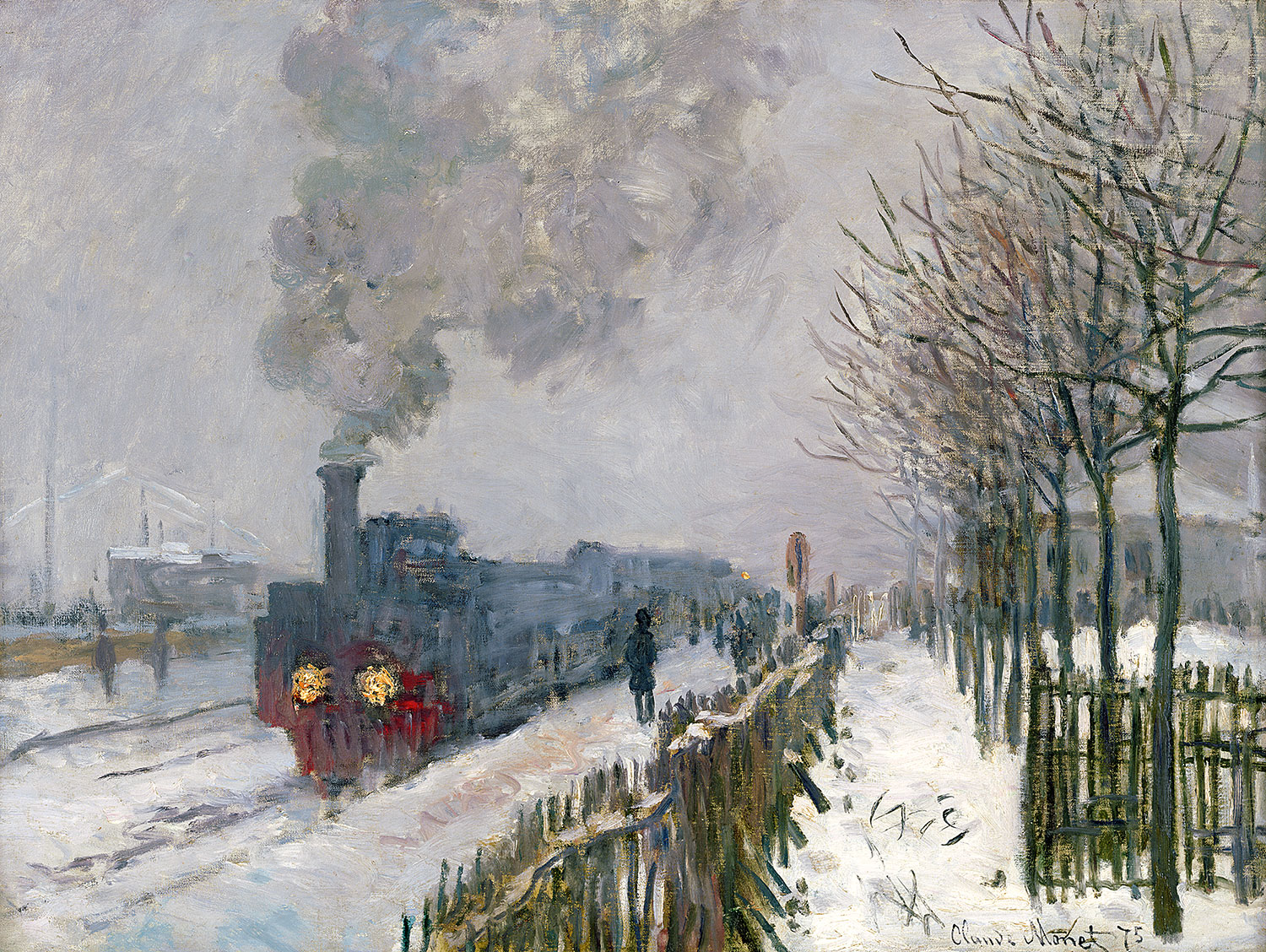
El tren en la neu, 1875
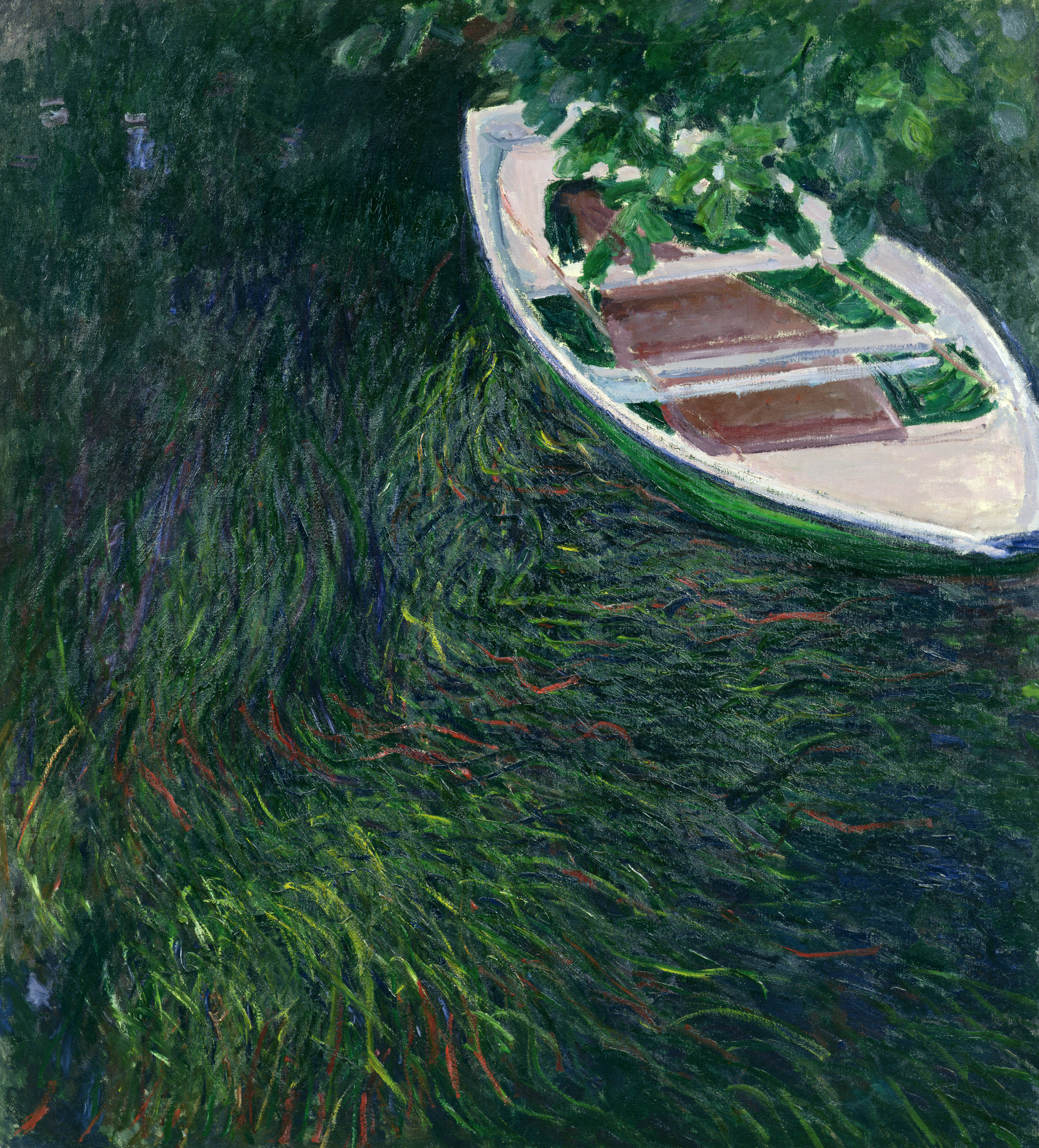
La Barque 1887
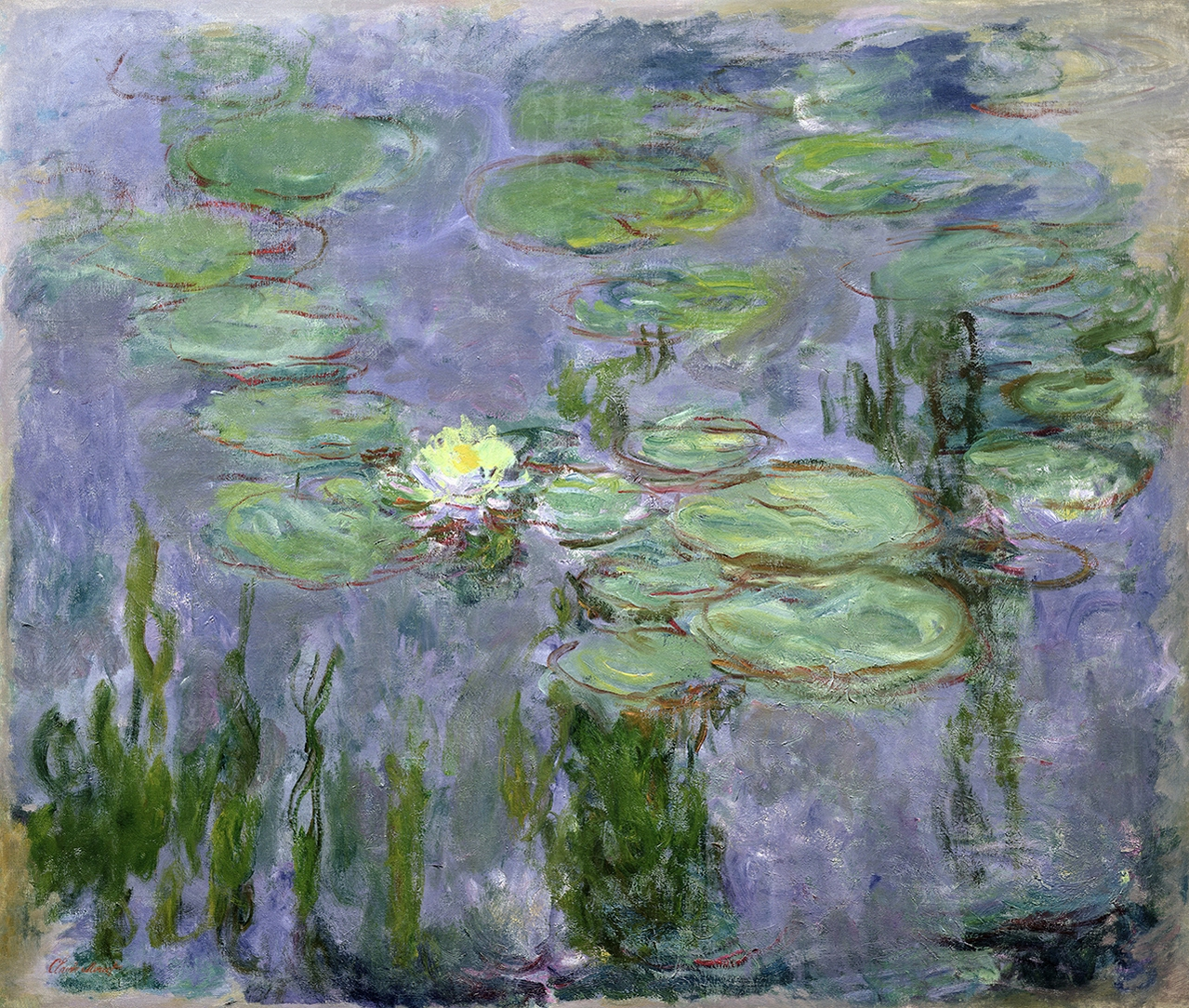
Nymphéas, 1915

### Berthe Morisot
Gràcies al llegat de Denis i Annie Rouart de l'any 1993, el museu té una mostra important de l'obra de la pintora Berthe Morisot.

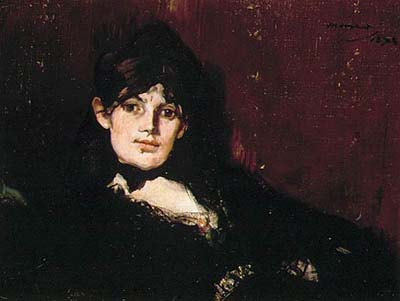
Retrat de Berthe Morisot per Edouard Manet, 1873
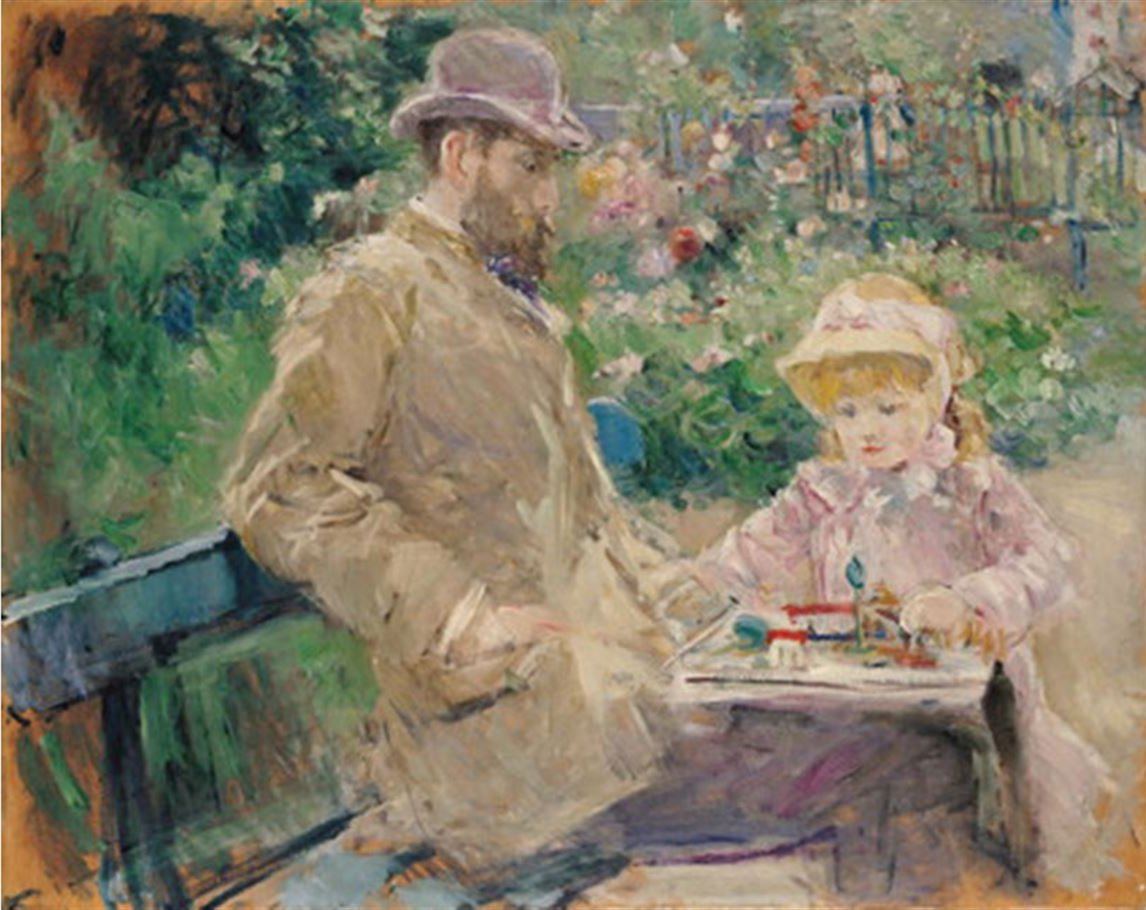
Eugène Manet i la seva filla per Berthe Morisot, 1881

### Els impressionistes i altres
A partir del legat de Mme Donop de Monchy (1957) amb obres de Monet, Morisot, Pissarro, Renoir, Sisley i Daumier, el museu ha anat ampliant amb més donacions el seu fons amb peces de Gauguin, Armand Guillaumin, Caillebotte i Eugène Carrière.